# Yu-Gi-Oh! (Duel Monsters)
Yu-Gi-Oh! is een animeserie gebaseerd op de gelijknamige manga. In Japan zelf staat de serie ook wel bekend als Yu-Gi-Oh! Duel Monsters (遊☆戯☆王デュエル モンスターズ, Yūgiō Dyueru Monsutāzu).

## Achtergrond
De serie is een vervolg op de eerdere gelijknamige serie. Beide series zijn gebaseerd op dezelfde manga. Daar waar de eerste serie de eerste zeven delen besloeg, bevat deze serie de overige delen. Om het verhaal wat duidelijker te houden voor de kijkers die de eerste serie niet hebben gezien zijn enkele belangrijke gebeurtenissen uit de vorige serie, zoals het eerste duel tussen Yugi en Kaiba en Yugi's eerste ontmoeting met Yami Bakura, opnieuw verwerkt in deze serie.
De serie liep in totaal 224 afleveringen. De serie is ook nagesynchroniseerd in Nederland uitgezonden. Eerst door Yorin, en later op Fox Kids/Jetix. In België werd de serie uitgezonden door VT4 vanaf mei 2003.

## Verhaal
Yu-Gi-Oh Duel Monsters is onder te verdelen in tien zogenoemde saga's. De eerste zes zijn uitgezonden in Nederland. Het is niet zeker of de andere vier nog zullen volgen.

### Duellist Kingdom
Wanneer de mysterieuze maker van het Duel Monster spel, Maximillion Pegasus, hoort dat Yugi Kaiba (de nummer 1 top duellist) heeft verslagen, daagt hij Yugi zelf uit voor een duel. Yugi verliest net aan, waarna Pegasus de ziel van Yugi's opa steelt. Om zijn opa’s ziel te redden moet Yugi afreizen naar het Duellist Kingdom en deelnemen aan het duel monsters toernooi. Zijn doel is om de finales te halen zodat hij Pegasus in een duel kan verslaan. Want de gene die wint van Pegasus mag elke prijs kiezen die hij of zij wil, Yugi wil uiteraard zijn opa's ziel terug. Pegasus heeft het zelf voorzien op Yugi’s Millennium-puzzel. Als hij alle Millennium-items bezit en de technologie van Kaiba corp gebruikt kan hij zijn gestorven vrouw weer tot leven brengen.
Yugi is niet de enige die deelneemt aan het toernooi. Ook zijn vriend Joey Wheeler doet mee. Hij wil de finales halen voor het prijzengeld, waarmee hij een kostbare oogoperatie van zijn zusje Serenity wil betalen.
Uiteindelijk wint Yugi het duel van Maximillion Pegazus.

### Legendary heroes/ Dungeon Dice monsters
Dit zijn twee losse mini-sagas tussen Duellist Kingdom en Battle City in.
Legendary heroes:
In Legendary heroes moeten Yugi, Joey en Mokuba Kaiba redden, want de helpers van Pegasus hebben hem in een cyberwereld gevangengenomen en hij kan alleen vrijkomen door het spel te winnen. Onderweg komen ze Mai tegen, die test het spel als Madame Butterfly. Net als ze allemaal bijna vrij zijn grijpen de 5 helpers in, ze roepen de legendarische draak op. Die moeten ze verslaan, maar dat kan alleen door een monster met meer dan 5000 aanvalspunten en het moet een light type zijn. Pas wanneer Yugi en Kaiba samenwerken kunnen ze hem verslaan.
Dungeon Dice Monsters:
In Dugenon Dice Monsters vecht Yugi tegen Duke Devlin in een nieuw spel genaamd Dungeon Dice Monsters. Eigenlijk was het Joey tegen Duke, maar toen Duke Joey had verslagen moest Joey alles doen wat Duke wou. Hij moest een hondenkostuum aan en Duke zette hem voor gek. Yugi kon dit niet aanzien en daagde hem uit voor een game, als hij won zou Duke Joey met rust laten. Hij gaat hiermee akkoord en later wordt duidelijk waarom Duke zo boos is op Yugi. Omdat door Yugi's schuld zijn contract (het contract om Dungeon Dice Monsters uit te brengen) met Pegasus niet werd afgesloten. Ze zouden de laatste zaken regelen nadat Pegasus Yugi zou hebben verslagen, maar Yugi versloeg Pegasus (en daarna pakte Yami Bakura het Millennium-oog van Pegasus af). Omdat Duke niets meer van Pegasus had gehoord wilde hij wraak. Duke wil aan de hele wereld bewijzen dat Yugi een valsspeler is en niet zonder vals te spelen van Pegasus had kunnen winnen.
Yugi moet dit duel winnen, anders mag hij nooit meer Duel Monsters spelen.

### Battle City
De oorsprong van Duel Monster wordt onthuld, samen met het bestaan van de drie machtige Egyptische God-kaarten, de sterkste wezens van Duel Monsters. Deze kaarten zijn de Winged Dragon of Ra, Slifer the Sky Dragon en Obelisk the Tormentor.
Kaiba hoort over het bestaan van de kaarten (via Ishizu), en van een organisatie die erop uit is om deze kaarten te bemachtigen: de Rare Hunters. Kaiba ontmoet Ishizu in het museum, waar ze hem vertelt over zijn diepe band met de farao en geeft hem Obelisk the Tormentor. In ruil daarvoor moet Seto het Battle City Toernooi organiseren om alle grote duellisten naar een plek te lokken in de hoop zo de drie kaarten te bemachtigen (en de Rare Hunters). Maar Kaiba's enige reden dat hij het toernooi organiseert is omdat hij zijn titel wil terug winnen, gekroond worden tot 's werelds beste duellist op de Battle city tower op het eiland waar het oorspronkelijke Kaiba corp stond en zo eens en voor altijd af te rekenen met het verleden. Ondertussen hoort ook Yugi van de kaarten, en dat ze verbonden zijn met een oude legende die te maken heeft met de geest van de farao.
In deze saga is Marik de vijand, de leider van de Rare Hunters en een afstammeling van de grafbewakers van de farao. Hij is het zat om te wachten op een farao en de macht voor hem bewaren. Hij wil zelf de macht van de farao hebben. Yugi en zijn vrienden zullen er alles aan moeten doen om hem tegen te houden.

### Virtual Arc
Op weg naar de Battle City finales worden Yugi en zijn vrienden onderschept en gedwongen deel te nemen aan een duel in een virtuele wereld met nieuwe regels. Er zijn 5 mannen tegen wie ze stuk voor stuk moeten duelleren, De big 5. De big 5 leden zijn gevangen in de virtuele wereld en hebben geen lichamen meer. Maar als ze Yugi of een van zijn vrienden verslaan hebben ze recht om diegene zijn lichaam over te nemen en naar de echte wereld te gaan. Helaas spelen ze niet altijd eerlijk, ze proberen meerdere malen vals te spelen maar worden dan onderschept door Noah. Deze virtuele wereld is namelijk van Noah, de overleden zoon van Seto en Mokuba’s adoptiefvader Gozaburo. Gozaburo heeft Noah zijn geest in een supercomputer gestopt en zo kan Noah toch verder "leven". Ook heeft hij macht over alles en iedereen in zijn wereld. Gozabura is van plan om de hele wereld in de supercomputer te uploaden en een nieuwe wereld te maken, waar hij de baas is. In deze saga wordt ook het verleden van Seto en Mokuba Kaiba onthuld.
Deze saga vond niet plaats in de Yu-Gi-Oh manga, maar is er voor de anime bij bedacht.

### Duel Tower
Na ontsnapt te zijn uit de virtuele nachtmerrie worden de finales van het Battle City toernooi voortgezet in de Duel Tower. De Duel Tower staat op het eiland waar het oude Kaiba corp stond, toen het nog door Gozaburo werd geleid. Yugi neemt het op tegen Kaiba in de halve finales en er wordt ook een deel van het verleden onthuld. Yugi moet Marik tegenhouden, want als Marik alle drie de Egyptische God-kaarten en de Millennium-puzzel heeft kan hij de geheime kracht van de farao verkrijgen en zo de wereld vernietigen.

### Waking the Dragons (Doma)
Na Battle City gewonnen te hebben worden de God-kaarten gestolen door de motorrijders van Dartz, de leider van de machtige Doma-organisatie. De oorsprong van deze organisatie ligt bij het legendarische Atlantis, en hun geschiedenis gaat zelfs verder terug dan die van de farao. Dartz is van plan om het legendarische beest Leviathan opnieuw tot leven te wekken en de wereld te verlossen van het kwaad. Dit via de Orichalcos-stenen. Yugi & Co moeten strijden om hun ziel niet te verliezen, en krijgen heel wat tegenstand te verwerken.
Ook deze saga vond niet plaats in de manga.

### KaibaCorp Grand Prix
Dartz is verslagen, maar Yugi & Co zitten nog steeds in Amerika (waar de vorige saga zich grotendeels afspeelde). Ze doen hier mee aan een nieuw Duelmonster toernooi georganiseerd door Kaiba om de opening van zijn nieuwste Duel Monster attractiepark te vieren. Ook deze saga kwam niet voor in de manga.

### Enter the Shadow Realm (Memory World)
Yami Yugi toont de 3 God-kaarten aan het tablet waar hij en Kaiba op afgebeeld staat, en komt in het Oude Egypte terecht. Maar hij is niet alleen, want Yami Bakura reist mee en is van plan Zork de Duistere te laten herleven. Dit lijkt hem ook te lukken. Het enige wat Zork kan tegenhouden zijn de combinatie van de drie goden met de echte naam van Yami Yugi, de farao. Het enige probleem is, hij kent zijn naam niet en niemand zegt het hem. Dus is het aan kleine Yugi, Joey, Thea en Tristan om die naam te weten te komen. Maar Yami Bakura laat zijn schaduwspel niet zomaar verpesten.

### The Ceremonial Battle
Yami Yugi is teruggekeerd uit het oude Egypte en weet eindelijk zijn echte naam weer. Hij is klaar om deze wereld te verlaten en met behulp van de Millennium-items terug te keren naar de geestenwereld. Maar om dit te kunnen doen moet iemand hem verslaan in een duel. Yugi biedt zich aan en zo begint het laatste duel tussen Yugi en Yami Yugi.

## Aanpassingen
De serie onderging bij de overgang van Japan naar Amerika een aantal grote veranderingen om hem geschikter te maken voor een westers publiek. Zo werden overmatige beelden van geweld weggelaten. Ook werden veel van de scènes digitaal aangepast, bijvoorbeeld om zaken die men ongepast vond voor een westers publiek (zoals religieuze symbolen, wapens of schaars geklede personages) weg te halen, dan wel aan te passen. Tevens werd geregeld de achtergrondmuziek aangepast.
4Kids Entertainment bracht later wel een dvd-versie van de ongecensureerde serie uit.

## Stemacteurs
| Japanse naam                          | Seiyū                           | Westerse naam                        | Stemacteur Engelse versie                      | Stemacteur Nederlandse Versie |
| ------------------------------------- | ------------------------------- | ------------------------------------ | ---------------------------------------------- | ----------------------------- |
| Yugi Mutou / Dark Yugi (Pharaoh Atem) | Shunsuke Kazama                 | Yugi Muto / Yami Yugi (Pharaoh Atem) | Dan Green                                      | Pepijn Gunneweg               |
| Anzu Mazaki                           | Maki Saito                      | Téa Gardner                          | Amy Birnbaum                                   | Lottie Hellingman             |
| Katsuya Jounouchi                     | Hiroki Takahashi                | Joey Wheeler                         | Wayne Grayson                                  | Dieter Jansen                 |
| Hiroto Honda                          | Takayuki Kondo Hidehiro Kikuchi | Tristan Taylor                       | Sam Regal Frank Frankson                       | Steve Beirnaert               |
| Seto Kaiba                            | Kenjiro Tsuda                   | Seto Kaiba                           | Eric Stuart                                    | Sander de Heer                |
| Mokuba Kaiba                          | Junko Takeuchi                  | Mokuba Kaiba                         | Tara Sands Caroline Lawson                     | Niki Romijn                   |
| Ryo Bakura / Dark Bakura              | You Inoue Rika Matsumoto        | Bakura / Yami Bakura                 | Ted Lewis                                      | Rolf Koster                   |
| Sugoroku Mutou                        | Tadashi Miyazawa                | Solomon Muto                         | Maddie Blaustein                               | Fred Meijer                   |
| Pegasus J. Crawford                   | Jiro J. Takasugi                | Maximillion Pegasus                  | Darren Dunstan                                 | Roberto de Groot              |
| Mr. Crocketts                         | Yoshikazu Nagano                | Croquet                              | Ted Lewis                                      | Fred Meijer                   |
| Imitator of Death                     | Tony Hirota                     | Mimic of Doom                        | Wayne Grayson                                  | Just Meijer                   |
| Shadi                                 | Nozomu Sasaki                   | Shadi                                | Wayne Grayson                                  | Stan Limburg                  |
| Marik Ishtar / Dark Marik             | Tetsuya Iwanaga                 | Marik Ishtar / Yami Marik            | Jonathan Todd Ross                             | Finn Poncin                   |
| Ishizu Ishtar                         | Sumi Shimamoto                  | Ishizu Ishtar                        | Kayzie Rogers                                  | Marjolein Algera              |
| Mei                                   | Takashi Matsuyama               | Para                                 | Brian Zimmerman                                | Tony Neef                     |
| Kyū                                   | Hitoshi Nishimura               | Dox                                  | Jerry Lobozzo                                  | Stan Limburg                  |
| Mai Kujaku                            | Haruhi Terada                   | Mai Valentine                        | Megan Hollingshead Bella Hudson Alyson Johnson | Sophie Hoeberechts            |
| Shizuka Kawai                         | Mika Sakenobe                   | Serenity Wheeler                     | Lisa Ortiz                                     | Marjolein Algera              |
| "Insector" Haga                       | Urara Takano                    | Weevil Underwood                     | Jimmy Zoppi                                    | Olaf Wijnants                 |
| "Dinosaur" Ryuzaki                    | Kin Fujii Yuichi Nakamura       | Rex Raptor                           | Sam Regal Sebastian Arcelus Anthony Salerno    |                               |
| Ryota Kajiki                          | Daisuke Namikawa                | Mako Tsunami                         | Andrew Rannells                                | Fred Meijer                   |
| Bandit Keith Howard                   | Hajime Komada                   | Bandit Keith                         | Ted Lewis                                      | Finn Poncin                   |
| Rebecca Hopkins                       | Kaori Tagami                    | Rebecca Hawkins                      | Kerry Williams                                 |                               |
| Arthur Hopkins                        | Saburo Kodaka                   | Arthur Hawkins                       | Mike Pollock                                   |                               |
| Isono                                 | Masami Iwasaki                  | Roland                               | Wayne Grayson                                  | Ewout Eggink                  |
| Noa Kaiba                             | Chisa Yokoyama                  | Noah Kaiba                           | Andrew Rannells                                | Olaf Wijnants                 |
| Gozaburo Kaiba                        | Tetsuo Komura                   | Gozaburo Kaiba                       | David Wills Ted Lewis                          | Hero Muller                   |
| Dartz                                 | Yuu Emaou                       | Dartz                                | Wayne Grayson                                  |                               |
| Rafael                                | Yoshihisa Kawahara              | Rafael                               | Marc Thompson                                  |                               |
| Valon                                 | Tsuyoshi Maeda                  | Valon                                | Marc Thompson                                  |                               |
| Amelda                                | Yukinara Iemura                 | Alister                              | Ted Lewis                                      |                               |
| Siegfried von Schroider               | Eisuke Tsuda                    | Zigfried von Schroeder               | Pete Zarustica                                 |                               |
| Leonhart von Schroider                | Seiko Noguchi                   | Leon von Schroeder                   | Andrew Rannells                                |                               |
| Vivian Wong                           | Rie Tanaka                      | Vivian Wong                          | Alyson Johnson                                 |                               |
| Priest Seto                           | Kenjiro Tsuda                   | Guardian Seto                        | Eric Stuart                                    |                               |
| Priest Akhenaden                      | Hitoshi Bifu                    | Guardian Aknadin                     | Pete Zarustica                                 |                               |
| Priest Mahado                         | Kazunari Kojima                 | Guardian Mahad                       | Michael Sinterniklaas                          |                               |
| Priestess Isis                        | Sumi Shimamoto                  | Guardian Isis                        | Kayzie Rogers                                  |                               |
| Priest Shada                          | Nozomu Sasaki                   | Guardian Shada                       | Michael Alston Baley                           |                               |
| Priest Kalim                          | Masahito Kawanago               | Guardian Karim                       | Marc Diraison                                  |                               |
| Thief King Bakura                     | Rika Matsumoto                  | Bandit Bakura                        | Ted Lewis                                      |                               |
| Siamun Muran                          | Tadashi Miyazawa                | Shimon Muran                         | Maddie Blaustein                               |                               |
| Mana                                  | Yuki Nakao                      | Mana                                 | Bella Hudson                                   |                               |
| Bobasa                                | Yuu Mizushima                   | Bobasa                               | Sean Schemmel                                  |                               |
| Kisara                                | Rie Nakagawa                    | Kisara                               | Veronica Taylor                                |                               |
| Zorc Necrophades                      | Yoshitaka Kaidu                 | Zorc the Dark One                    | Mike Pollock                                   |                               |

## Film
Het succes van de serie leidde tot de film Yu-Gi-Oh! The Movie: Pyramid of Light. Deze speelt zich chronologisch gezien af tussen de Duel Tower saga en de Waking the Dragons saga.